# Catherine Henriette de Balzac d'Entragues
Catherine Henriette de Balzac d'Entragues, marchiză de Verneuil (1579 – 1633) a fost metresa regelui Henric al IV-lea al Franței după decesul Gabriellei d'Estrées.  A fost fiica lui Charles Balzac d'Entragues și a soției sale Marie Touchet, care era fosta metresă a regelui Carol al IX-lea al Franței.